# Heergewäte
Unter Heergewäte, auch Hergewäte, Heergewette oder Heergeräte (auch „Heergeweide“) versteht man im mittelalterlichen deutschen Recht die Ausrüstung eines Kriegers, die in einer Sondererbfolge an den nächsten männlichen Verwandten vererbt wird.

## Definition
Der Ausdruck ist seit dem 12. Jahrhundert vor allem in Norddeutschland nachweisbar, doch kennt schon das karolingische Volksrecht eine Sonderbehandlung der betreffenden Gegenstände beim Erbfall. In den Städten schwindet das Heergewäte früh, auf dem Lande seit dem 17. Jahrhundert.
Dieses aus dem Mittelalter stammende Recht sicherte ursprünglich die Wehrhaftigkeit des Grundbesitzes, wenn zu den Waffen gerufen wurde. In der Regel standen dem ältesten Sohn das Schwert und weitere Ausrüstung wie der beste Hengst (oder Wallach), Rüstzeug und männliche Kleidung von vornherein zu. Es war untersagt, dieses Erbteil außer Landes zu verbringen. Geistliche waren von diesem Erbe ausgeschlossen, ihnen stand das Recht auf den als Gerade bezeichneten weiblichen Familienerbteil zu.